# Petrorhagia dubia
Petrorhagia dubia är en nejlikväxtart som först beskrevs av Constantine Samuel Rafinesque, och fick sitt nu gällande namn av G. López Gonzálezá.M. Romo. Petrorhagia dubia ingår i släktet klippnejlikor, och familjen nejlikväxter. Inga underarter finns listade i Catalogue of Life.

## Bildgalleri

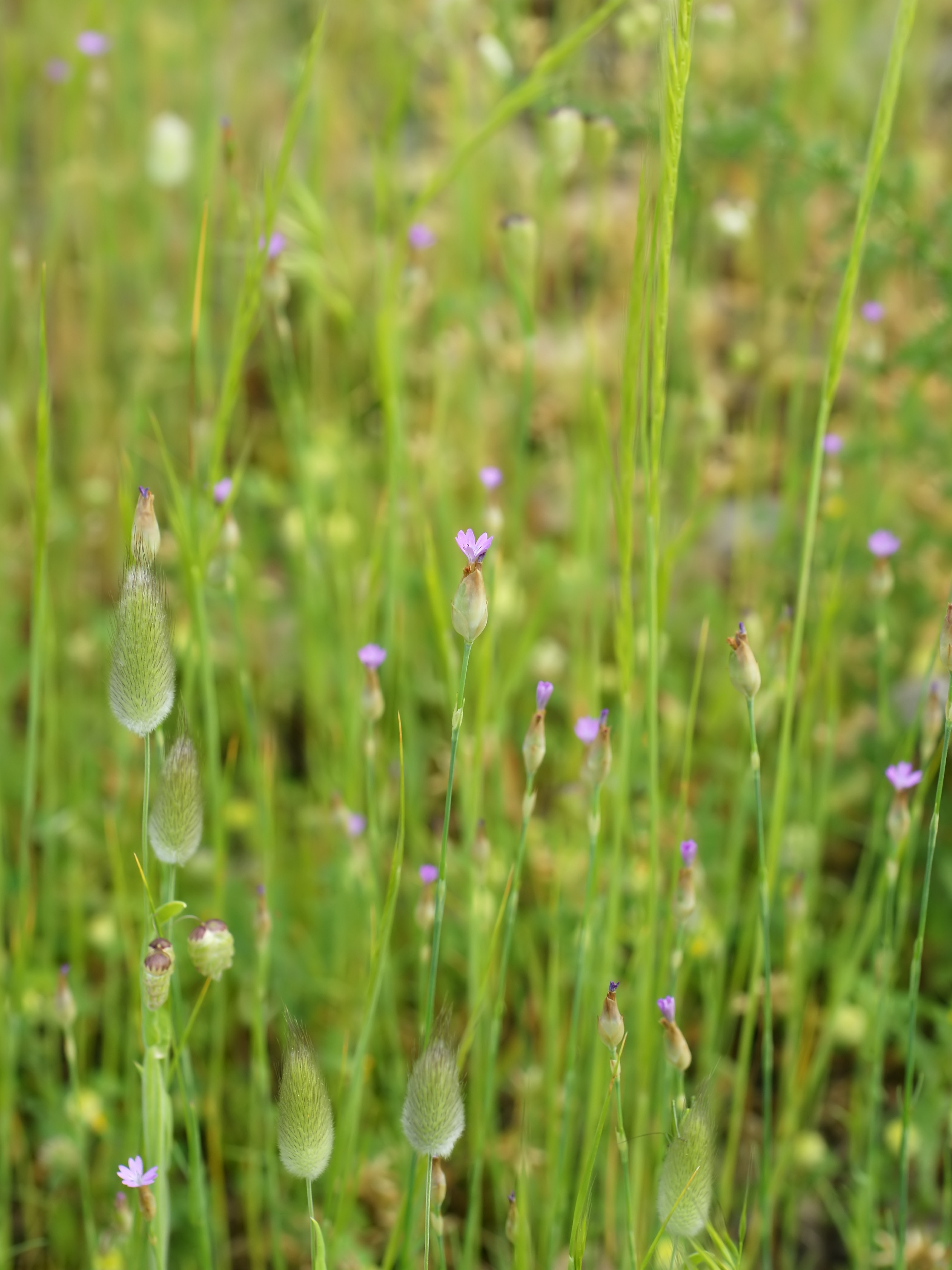
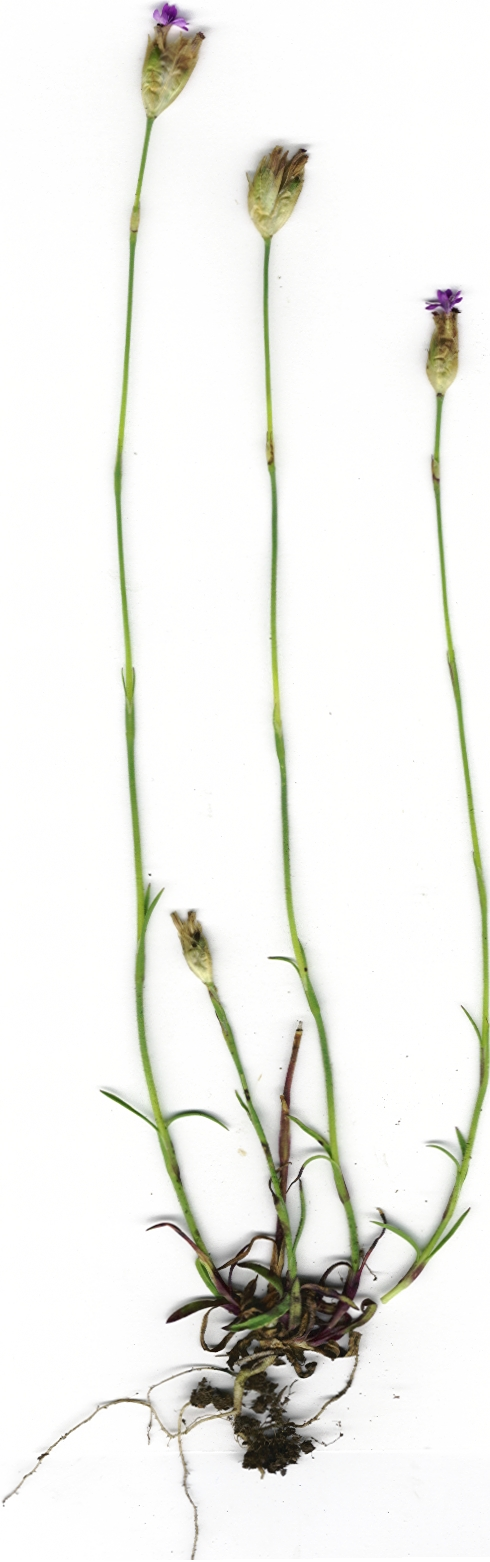
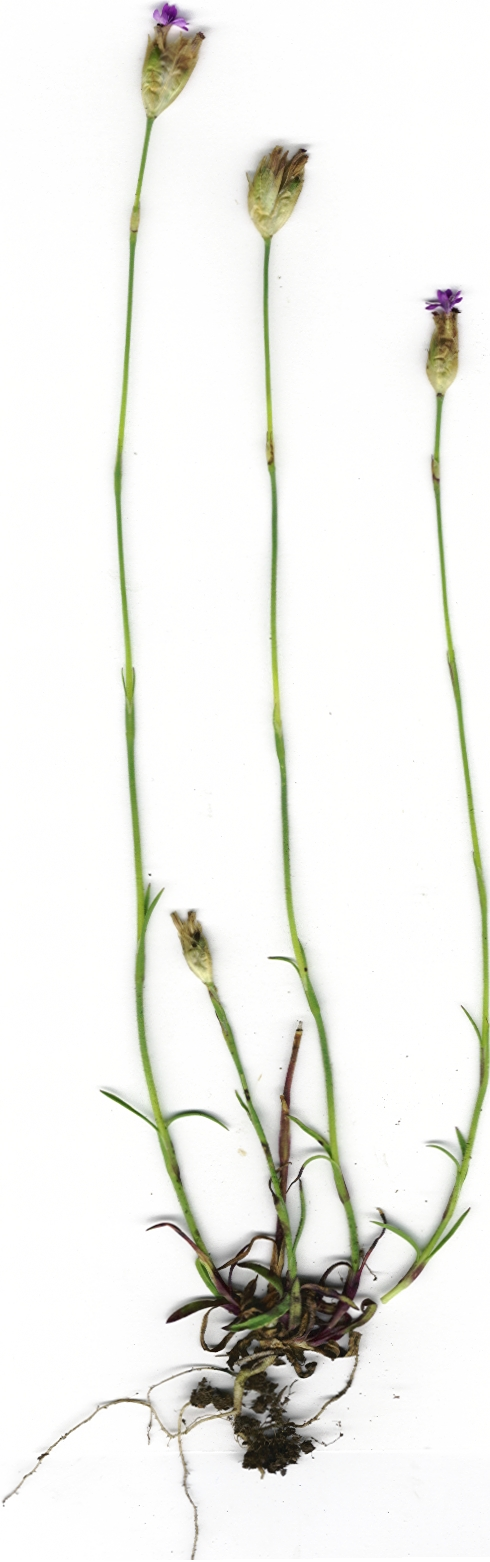